# Sableta
Sableta is een monotypisch geslacht van kevers uit de familie van de kortschildkevers (Staphylinidae).

## Soort
De volgende soort is bij het geslacht ingedeeld:
- Sableta infulata Casey, 1910